# اریک بل (بازیکن فوتبال، زاده ۱۹۲۲)
اریک بل (انگلیسی: Eric Bell; ۱۳ فوریهٔ ۱۹۲۲ – ۲۰۰۴ (۸۱−۸۲ سال)) بازیکن فوتبال اهل بریتانیا بود.
از باشگاه‌هایی که در آن بازی کرده‌است می‌توان به باشگاه فوتبال بلکبرن روورز اشاره کرد.